# Fondation Mohammed VI des champions sportifs
 (mars 2012).
La Fondation Mohammed VI des champions sportifs a été créée le 17 août 2011 dans le but d'honorer les champions et sportifs marocains de haut niveau.

## Historique
Lors des premières assises du sport tenues à Skhirat en 2008, le roi Mohammed VI a rappelé qu'il est important pour la nation d'encourager ses sportifs dans la mesure où le sport est un levier de développement et de progrès . C'est dans ce cadre que le ministère de la Jeunesse et des Sports a procédé à la création de la Fondation Mohammed VI des champions sportifs.

## Missions
La Fondation Mohammed VI des champions sportifs a pour objectifs  de : 
- rendre hommage aux champions sportifs marocains
- mettre en place un système de prévoyance, d'assistance et d'entraide au profit des sportifs
- promouvoir la pratique du sport
- nouer des relations de partenariat avec les associations nationales et internationales
- organiser des journées d'études et publier des ouvrages sur les sportifs marocains.

## Réalisation
Selon un bilan présenté en 2022, la Fondation a permis de :
- Assurer une couverture médicale pour plus de 3.215 bénéficiaires
- Prendre en charge les frais de scolarité de 350 enfants de champions sportifs
- Apporter une aide au logement à 150 membres
- Financer le pèlerinage (Hajj) de 130 adhérents
- Soutenir des formations diplômantes pour plusieurs sportifs en reconversion

## Membres du bureau exécutif
Lors de l’assemblée générale du 25 avril 2023, Chakib Benmoussa a été élu président de la Fondation Mohammed VI des champions sportifs, succédant à Moncef Belkhayat.
Composition du bureau exécutif initial (2011) :
- Président : Moncef Belkhayat (jusqu’en 2023)
- 1er Vice-président : Hicham El Guerrouj
- 2e Vice-président : Hamid Hazzaz
- Secrétaire général : Nawfal Laarabi [7]
- Assesseur et porte-parole : Mme Nezha Bidouane
- Assesseur : Kamal Lahlou [8]
- Conseiller : Aziz Bouderbala
- Conseiller : Salaheddine Bassir